# Lignereux
 (septembre 2024).
 (septembre 2024).
L'article doit être relu — et modifié si nécessaire — par des contributeurs indépendants pour apporter un regard critique aux contributions effectuées en violation des conditions d'utilisation de Wikipédia, tant sur la forme (notamment concernant le style encyclopédique, la proportionnalité) que sur le fond (la neutralité de point de vue, la qualité et l'indépendance des sources).
Lignereux est une maison française d’artisanat d’art, créée en 1787, et œuvrant dans la création d’objets d’art. Implantée à Paris et à Londres, Lignereux est un acteur des arts décoratifs.

## Histoire

### De l’Ancien Régime à l’Empire

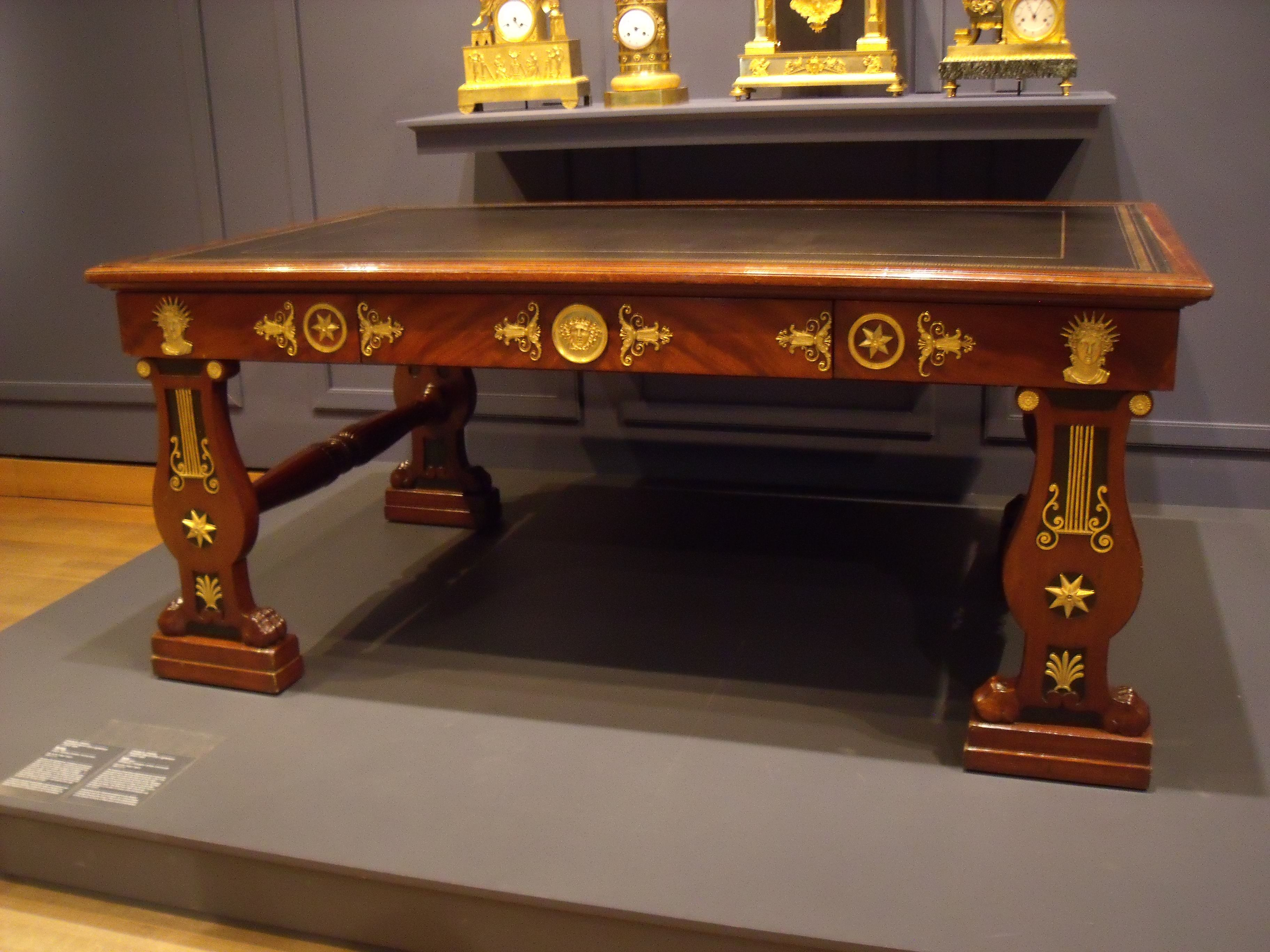
Bureau de la Maison Lignereux en acajou, placage d'acajou et bronze doré, daté aux alentours de 1803.

La maison Lignereux est fondée par le créateur d’objets d’art ou Marchand mercier Martin-Eloy Lignereux. En 1787, il s’associe à Dominique Daguerre (en). Ainsi se développe une maison spécialisée dans la création d’objets d’art et d’arts décoratifs de luxe. Des boutiques à Paris et à Londres sont ouvertes, avec des accords avec les manufactures de céramique de Sèvres et Wedgwood.
En août 1789, la reine Marie-Antoinette confie à Lignereux et Daguerre sa collection personnelle d'objets d'art et de curiosités, avec pour mission de la préserver d’éventuels actes de vandalisme.
Un rapport du Préfet de police précise en 1807 que « la maison Daguerre et Lignereux en temps de paix faisait avec l'étranger de 1 500 000 à 200 000 000 francs de chiffre d'affaires. »
Après la mort de Daguerre en 1796, Martin-Eloy Lignereux poursuit et parachève son activité de créateur d’objets d’art. Les meilleurs artisans parisiens sont invités par la maison Lignereux à concevoir des meubles et objets « d’un goût nouveau »,. En 1802 et en 1803, la maison Lignereux est primée de la médaille d'or à l'Exposition des Produits de l'Industrie.
En 1804, la maison Lignereux s’endort lorsque Martin-Eloy Lignereux, malade, cède son stock d’objets au bronzier Pierre-Philippe Thomire.

## Clientèle
Lignereux attire l’attention d’une clientèle princière, royale et impériale. Louis XVI et Marie-Antoinette, le Roi et la Reine de Naples, Paul Ier de Russie, le Prince de Galles (futur Georges IV d’Angleterre), puis Napoléon et Joséphine de Beauharnais comptent parmi les clients historiques de la maison Lignereux.